# Samuił Dżundrin
Samuił Serafimow Dżundrin AA (bułg. Самуил Cерафимов Джундрин, w publikacjach zachodnich, także spotykana pisownia Samuel Seraphimov Djoundrine; ur. 27 kwietnia 1920 we wsi Generał Nikołajewo, zm. 19 marca 1998 w Płowdiwie) – bułgarski duchowny rzymskokatolicki, członek Zakonu Wniebowzięcia Najświętszej Maryi Panny, biskup diecezjalny nikopolski w latach 1978–1994, od 1994 biskup senior diecezji nikopolskiej.

## Życiorys
Urodził się w 1920 roku w Generale Nikołajewie (obecnie część miasta Rakowski). Po ukończeniu szkoły średniej wstąpił do seminarium duchownego w Płowdiwie, a następnie do zakonu augustianów. W 1939 roku wyjechał na nowicjat do Francji. Studiował tam filozofię i teologię, które ukończył w 1944 roku w Lyonie. W tym samym roku, 4 czerwca otrzymał święcenia kapłańskie.
Po powrocie do Bułgarii w 1947 roku kontynuował naukę w Kolegium św. Augustyna w Płowdiwie, którego nie ukończył ze względu na jego zamknięcie przez władze komunistyczne w 1948 roku. Biskup Ewgenij Bosiłkow mianował go proboszczem jednej z wiosek w północnej Bułgarii. W 1952 roku został skazany na 12 lat więzienia w pokazowym procesie za rzekomy udział w spisku przeciwko władzy ludowej. Wyrok odsiadywał w więzieniach w Belene i Starej Zagorze. Po wyjściu z niego w 1961 roku przeniósł się do Płowdiwu, skąd został skierowany do Kałojanowa, gdzie pełnił funkcję wikariusza. 14 grudnia 1978 roku papież Jan Paweł II prekonizował go ordynariuszem diecezji nikopolskiej. 27 maja 1979 roku został konsekrowany na biskupa w bazylice św. Piotra. Kierował diecezją przez 15 lat podczas których doszło do transformacji ustrojowej i gospodarczej kraju oraz zwrotu części majątków kościelnych. Zrezygnował z funkcji ordynariusza z powodów zdrowotnych 28 czerwca 1994 roku. Zamieszkał w Płowdiwie. Zmarł w wypadku 19 marca 1998 roku.